# Gastón Vietto
Gastón Vietto (Abiyán, Costa de Marfil; 6 de julio de 1990) es un actor y cantante argentino nacido en Costa de Marfil. Se hizo conocido en 2008 por su papel secundario en la película de Walt Disney Pictures, High School Musical: El desafío, versión argentina de la original estadounidense High School Musical. A partir de allí, desarrolló su carrera en varias series de Disney, incluyendo Peter Punk (2011-2013), Soy Luna (2016-2018) y Freeks (2023).

## Biografía
Vietto nació el 6 de julio de 1990 en Abiyán, Costa de Marfil, donde sus padres se instalaron por trabajo, pero al año y medio regresó a La Rioja, Argentina, de donde es oriunda su familia. Es hijo de Mario Alejandro Vietto, un ingeniero civil que falleció en 2013 y de María Pía Bustos, una ingeniera en sistemas. Tiene una hermana mayor llamada Florencia y una hermana menor llamada Alejandra. A los 15 años, Vietto se mudó a Córdoba para desarrollar su carrera como jugador de fútbol, por lo que formó parte de la sub-15 de las inferiores del Instituto Atlético Central Córdoba, para el cual jugó durante un año, sin embargo, decidió abandonar el club por los altos niveles de exigencia y desgaste.
En 2015, Gastón se recibió de Licenciado en Gestión de Medios y Entretenimiento de la Universidad Argentina de la Empresa (UADE).

## Carrera profesional
A los 17 años se trasladó a Buenos Aires, ya que mediante un casting, Vietto quedó elegido como uno de los participantes del reality show High School Musical: la selección (2007) emitido por Disney Channel y El trece, donde llegó a las instancias finales de la competencia, resultando ser uno de los semifinalistas, lo que le permitió obtener un papel en la película High School Musical: El desafío, que fue estrenada en 2008. Luego, en febrero del 2009, Gastón formó junto a sus excompañeros de High School Musical Juanchi Macedonio y Augusto Buccafusco la banda de pop-rock El Trio. Su siguiente aparición en televisión fue en la tercera temporada de la telenovela juvenil Casi ángeles, en la cual interpretó a Máximo y a su vez fue el conductor del segmento Team Angels junto a Caro Ibarra, donde se mostraba el detrás de escena de la ficción.
Más tarde, Gastón protagonizó la serie musical juvenil Peter Punk que comenzó a emitirse en 2011 por Disney XD y duró cuatro temporadas, siendo su última emisión en 2013. Allí, interpretó a Mateo, el guitarrista de la banda Rock Bones, la cual también estaba integrada por Juan Ciancio y Guido Pennelli. La serie resultó ser un éxito, por lo que la banda editó dos álbumes de estudio que recibieron la certificación de disco de oro y realizaron giras musicales por América Latina. Durante ese tiempo, Vietto repitió el papel de Mateo en otras producciones de Disney como lo fueron Cuando toca la campana (2012) y Violetta (2013-2014). Luego de la finalización de la serie y la disolución de la banda, Gastón decidió regresar a La Rioja para poner una pausa temporal a su carrera debido a la muerte de su padre en 2013.
Después de dos años de inactividad, Vietto retomó en 2015 su carrera artística formando parte de la banda de rock Primates, integrada por los antiguos miembros de Rock Bones y durante ese año ofrecieron shows en Argentina, Chile, Bolivia, Paraguay y Brasil. Poco después, Gastón se sumó al elenco principal de la obra El club del chamuyo, en la cual jugó el papel de «Tenazas», siendo dirigido por Ezequiel Sagasti en teatro Porteño. En agosto del 2015, Disney anunció que Vietto se unió al elenco principal de la telenovela infantojuvenil Soy Luna. El proyecto se estrenó el 14 de marzo de 2016 y allí Gastón interpretó el papel de Pedro Arias, un músico que trabaja en un bar donde se desarrolla gran parte de la historia. Además, Gastón formó parte de la banda sonora y se embarcó en las giras musicales de la serie, con la cual recorrió América Latina y Europa.
Durante su tiempo en Soy Luna, Gastón también actuó en la obra teatral independiente Sangre, sudor y siliconas (2016), una tragicomedia, en donde interpretó el personaje de «el hombre llama» y fue estrenada en el teatro Hasta Trilce. Tras la finalización de Soy Luna en 2018, Vietto formó parte del show Disney en concierto (2019) en el teatro Colón, donde interpretó canciones de Tarzán y La princesa y el sapo. A partir de esto, en junio del 2019, fue convocado para protagonizar la obra Madagascar, el musical junto a Alejandro Paker y CAE en el teatro Lola Membrives, donde personificó el rol de Marty, la cebra bajo la dirección de Sergio Lombardo. Poco después, estelarizó con Delfina Beltramone el musical Los últimos cinco años en el teatro Maipo, donde se puso en la piel de Jamie Wellerstein, un novelista que puede viajar en el tiempo.
En abril del 2021, Gastón inició su carrera musical como solista lanzando, a través de Pit Music, «Online» como su primer sencillo, una canción con sonidos del rock pop. El 28 de mayo, estrenó «Regreso» como el segundo sencillo de su álbum debut. El 24 de septiembre, publicó su primer álbum de estudio titulado Vietto en simultáneo con el lanzamiento de su tercer sencillo «Lado B».
En marzo del 2023, Vietto tuvo su primera presentación musical en vivo en el Movistar Arena como el telonero del cantante mexicano Alejandro Fernández en el marco de la gira Hecho en México Tour. En junio, se estrenó la serie musical Freeks de Disney+, en la cual Gastón interpretó a Juani, el baterista de la banda que tiene varios problemas económicos. En octubre de ese año, se sumó al elenco de la obra Wasabi en el papel de Fernando, bajo la dirección de Diego Ramos en el Paseo La Plaza.
Se confirmó que volverá a interpretar a Pedro Arias en la cuarta temporada de  Soy Luna que se estrenará en el año 2026. 

## Filmografía

### Cine
| Año  | Título                          | Papel       | Notas                 |
| ---- | ------------------------------- | ----------- | --------------------- |
| 2008 | High School Musical: El desafío | Gastón      |                       |
| 2017 | Soy Luna: En Concierto - México | Pedro Arias | Película de concierto |
| 2021 | Soy Luna: El último concierto   | Pedro Arias | Película de concierto |

### Televisión
| Año       | Título                            | Papel         | Notas                         |
| --------- | --------------------------------- | ------------- | ----------------------------- |
| 2007      | High School Musical: la selección | Participante  | Semifinalista                 |
| 2009      | Casi ángeles                      | Máximo «Max»  | Episodio: «La buena estrella» |
| 2009      | Team Angels                       | Conductor     |                               |
| 2011-2013 | Peter Punk                        | Mateo         |                               |
| 2012      | Cuando toca la campana            | Mateo         | Episodio: «Rock Clones»       |
| 2013-2014 | Violetta                          | Mateo         | 13 episodios                  |
| 2016-2018 | Soy Luna                          | Pedro Arias   |                               |
| 2019      | Millennials                       | Gastón        |                               |
| 2023      | Freeks                            | Juani Álvarez |                               |
| 2024      | Buenos chicos                     | Nicolás       |                               |

## Teatro
| Año       | Título                    | Papel             | Lugar                 |
| --------- | ------------------------- | ----------------- | --------------------- |
| 2015      | El club del chamuyo       | Tenazas           | Teatro Porteño        |
| 2016      | Sangre, sudor y siliconas | El hombre llama   | Teatro Hasta Trilce   |
| 2019      | Disney en concierto       | Él mismo          | Teatro Colón          |
| 2019      | Madagascar, el musical    | Marty             | Teatro Lola Membrives |
| 2019      | Los últimos cinco años    | Jamie Wellerstein | Teatro Maipo          |
| 2023-2024 | Wasabi                    | Federico          | Paseo La Plaza        |

## Radio
| Año       | Título     | Papel   | Emisora                      |
| --------- | ---------- | ------- | ---------------------------- |
| 2016-2018 | Media pila | Locutor | Radio y Punto / FM Late 93.1 |

## Discografía
Álbum de estudio
- 2021: Vietto

## Giras musicales
Telonero
- 2023: Hecho en México Tour de Alejandro Fernández